# Al-Musztaszim abbászida kalifa
Al-Musztaszim (1213, Bagdad – 1258. február 20., Bagdad) az utolsó bagdadi abbászida kalifa 1242-től.
I. al-Musztanszir fiaként született, és édesapja halála után lépett a trónra. Döntésképtelen emberként tartják számon, akit ráadásul tanácsadói is több irányba befolyásoltak. Nem tudott erős ellenállást szervezni Hülegü, Dzsingisz kán unokája ellen, Hülegü felhívásaira pedig vagy nem válaszolt, vagy üres fenyegetéseket küldött a mongol hódító irányába.
1258-ban Hülegü ostrom alá vette Bagdadot, és februárban el is foglalta a várost. A kalifa 300 főhivatalnokával megadta magát, ám Hülegü tíz nap múlva megölette őket. Ezzel – a történelem során először – vallási vezető nélkül maradt az iszlám világ.
Később, 1261-ben az Abbászidák családjából mégis kalifát választottak I. al-Musztanszir fivérének, II. al-Musztanszir személyében, aki Kairóba helyezte át székhelyét.